# 4957 Brucemurray
A 4957 Brucemurray (ideiglenes jelöléssel 1990 XJ) egy földközeli kisbolygó. Eleanor F. Helin fedezte fel 1990. december 15-én.